# Ensitrelvir
Il Ensitrelvir, commercializzato con il nome di Xocova, è un farmaco antivirale attivo per via orale, utilizzato per il trattamento dei pazienti affetti da SARS-CoV-2.
Sviluppato dalla Shionogi in collaborazione con l'Università di Hokkaido, agisce come inibitore della proteasi 3CL.
Gli effetti collaterali più comuni segnalati includono un aumento della presenza di lipoproteine ad alta densità e aumento dei trigliceridi nel sangue.
Nel novembre 2022 in Giappone il farmaco ha ricevuto l'approvazione per l'uso in via d'emergenza.

## Storia
Nel 2022 Ensitrelvir ha raggiunto lo studio clinico di Fase III. Nello studio con 428 pazienti Ensitrelvir ha mostrato una riduzione della carica virale, senza però ridurre in maniera significativa i sintomi dimostrati.